# Crypte de Lieberkühn

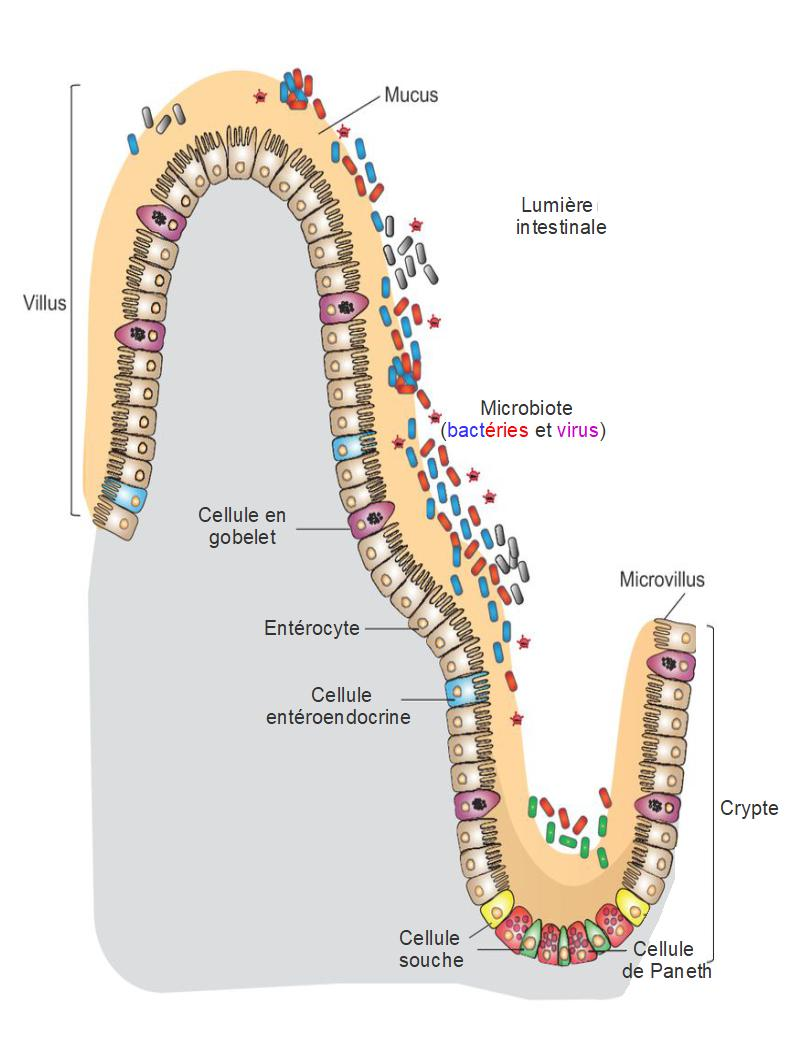
Les types de cellules épithéliales intestinales chez l'humain.

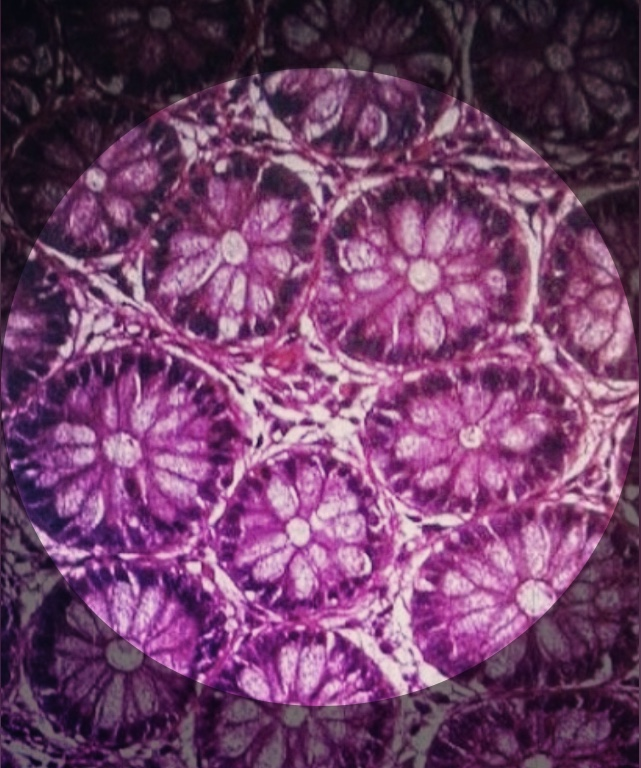
Cette photo présente une coupe histologique de cellules de cryptes intestinales provenant d'un côlon humain en bonne santé.
En coupe transversale, les cryptes du côlon évoquent un tapis de fleurs régulièrement espacées.

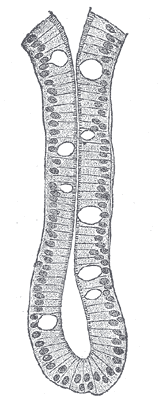
Glandes de Lieberkühn chez l'humain, mettant en évidence les cellules caliciformes (en blanc).

Les cryptes de Lieberkühn, cryptes du côlon ou glandes intestinales sont des glandes exocrines tubuleuses droites de l'épithélium de l'intestin grêle et du côlon qui s'invaginent sous forme de cryptes. On y trouve notamment des cellules caliciformes sécrétant du mucus et des entérocytes servant à l'absorption de nutriments, d'eau et de sel.
Le cancer colorectal survient par suite d'une prolifération incontrôlée des cryptes de Lieberkühn. Ce sont des cellules qu'on sait maintenant cultiver.
En histologie, les glandes apparaissent comme des structures en rosette selon le plan de coupe.

## Étymologie
Elles doivent leur nom à l'anatomiste allemand du XVIIIe siècle Johann Nathanael Lieberkühn. 

## Fonctions
Ces glandes sécrètent diverses enzymes, comme la sucrase et la maltase.
Elles participent au processus d’absorption et de digestion.

## Description
Ces glandes sont composées de quatre types cellulaire : 
1. les entérocytes ;
2. les cellules de Paneth (sauf au niveau du colon);
3. les cellules progénitrices ;
4. les cellules caliciformes, sécrétrices de mucus.

### Les entérocytes (ou cellules absorbantes)
Ces cellules ont pour rôle d'absorber les lipides, glucides ou autres produits venant de la dégradation des aliments. Des enzymes sont localisées dans leur membrane plasmique apicale ou dans les mailles du glycocalix se situant sur leur face externe. Elles sont reconnaissables par leurs nombreuses microvillosités à leur pôle apical.
Dans le côlon et l'appendice, on parle de colonocytes. Lorsque la nourriture prédigérée arrive dans cette zone, les nutriments et acides aminés ont déjà été extraits : il ne reste plus que du sel et de l'eau à absorber.

### Les cellules de Paneth
Elles se situent au fond des cryptes et ont une forme pyramidale. Elles possèdent les caractéristiques des cellules sécrétrices : REG très développé en position basale, appareil de Golgi très développé en position supranucléaire et de nombreux grains de sécrétion en position apicale. Elles sécrètent des enzymes à activité antimicrobienne, et en particulier le lysozyme. Ces cellules sont absentes dans le côlon afin de ne pas interférer avec la flore intestinale indispensable de cette partie du tube digestif.

### Les cellules progénitrices
Elles sont situées dans le tiers inférieur des cryptes et regroupées en zone germinative. Ces cellules à division lente donnent des cellules transitoires à division rapide qui migrent vers le haut pour donner soit des entérocytes soit des cellules caliciformes. Elles peuvent aussi migrer vers le bas pour donner des cellules de Paneth.

### Les cellules caliciformes
Ce sont de grosses cellules remplies de gouttes de mucus (écrasant le noyau à la base) capable de le déverser. Une cellule mucoïde sécrète du mucus et du bicarbonate (HCO3−) alors qu’une cellule caliciforme ne sécrète que du mucus. Les caliciformes sont impliquées dans la lubrification du chyme (masse alimentaire élaborée par l’estomac) et de la paroi cellulaire pour permettre une propagation plus aisée du contenu intestinal au niveau du côlon.